# 明水香稻
明水香稻是济南东郊章丘县的明水公社所产的一种香稻，在中国有一定知名度。明水香稻的主要产区集中在明水城北一带。这里的水田土质条件最适合香稻的生长。历代名人对其有所描述，如：“方池半亩水盈盈，频藻交横彻底清。绿筠雨过色偏好，黄稻风来香细生。”（《章丘县志.艺文志》）《济南府志》记有“稻非北地常产，历章诸处稍稍有之，其美者则以章丘明水为最。”《章丘县志》又记“稻谷有黄白两种。”
近年来，由于种植面积不断缩小，明水香稻的价格不断上升。